# Ficus ampulliformis
Ficus ampulliformis es una especie de planta del género Ficus, perteneciente a la familia Moraceae.

## Taxonomía
Ficus ampulliformis fue descrita por Edred John Henry Corner en 1962.

## Distribución
Se encuentra en el territorio de Nueva Guinea.